# Вучјак Феричаначки
Вучјак Феричаначки је насељено место у саставу општине Феричанци у Осјечко-барањској жупанији, Република Хрватска.

## Историја
Вучјак за време турске владавине а и после њиховог протеривања имао српско православно становништво. Приликом пописа 1702. године у месту је записано 24 православних кућа.
Данас је Вучјак православна филијала (без цркве) која припада православној парохији Чечавац.
До територијалне реорганизације у Хрватској налазио се у саставу старе општине Нашице.

## Становништво
На попису становништва 2011. године, Вучјак Феричаначки је имао 270 становника.

## Попис1991.
На попису становништва 1991. године, насељено место Вучјак Феричаначки је имало 293 становника, следећег националног састава:
| Попис 1991.‍ | Попис 1991.‍ | Попис 1991.‍ | Попис 1991.‍ | Попис 1991.‍ |
| ----------- | ----------- | ----------- | ----------- | ----------- |
|             |             |             |             |             |
| Хрвати      | Хрвати      |             | 275         | 93,85%      |
| Срби        | Срби        |             | 2           | 0,68%       |
| остали      | остали      |             | 1           | 0,34%       |
| непознато   | непознато   |             | 15          | 5,11%       |
| укупно: 293 |             |             |             |             |